# Tour de la Massane
Die Tour de la Massane (katalanisch: Torre de la Maçana) ist ein mittelalterlicher Wachturm im Massif des Albères im Hinterland der Côte Vermeille im Département Pyrénées-Orientales in der alten Kulturlandschaft des Roussillon.

## Lage

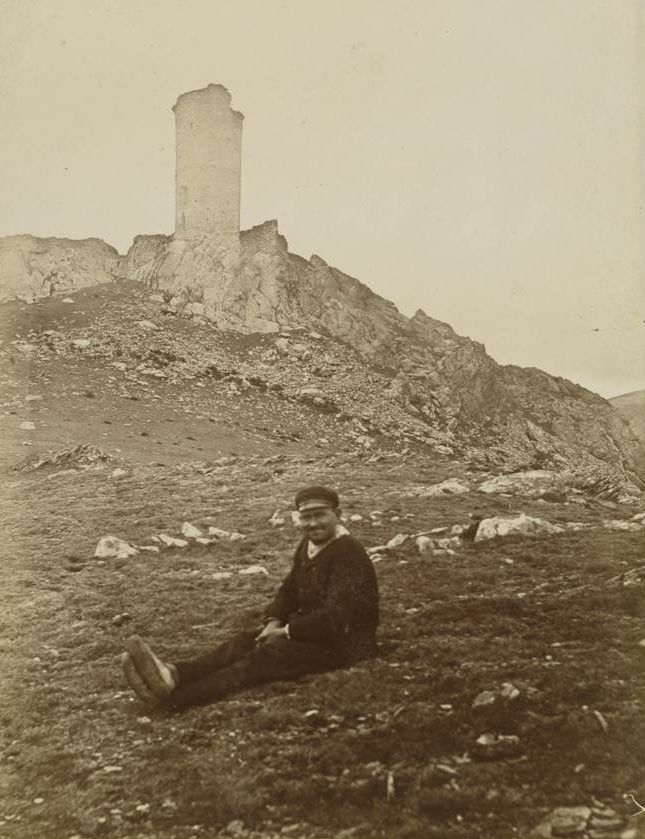
Tour de la Massane (um 1890)

Die Tour de la Massane befindet sich auf einer 793 m hohen Bergspitze im Hinterland von Banyuls-sur-Mer, jedoch auf dem Gemeindegebiet von Argelès-sur-Mer; von ihr aus hat man bei klarer Sicht einen Blick über weite Teile der Küstenlinie des Golfe du Lion bis hin nach Narbonne. Der Fluss Massane fließt nahe am Turm vorbei.

## Geschichte
Der Turm wurde im ausgehenden 13. Jahrhundert vom mallorquinischen König Jaume II. als Wachturm und zur Sicherung der Küste erbaut. Er war Teil eines per Rauchzeichen kommunizierenden Netzwerks aus Wachtürmen in der Region, darunter die Tour de Madeloc (Port-Vendres), Tour de Bellegarde (Le Perthus) und Tour del Far (Tautavel).
Mit dem Pyrenäenfrieden des Jahres 1659 verlor der Turm jedwede strategische Bedeutung und verfiel. Im Jahr 1935 stürzte der bereits ruinöse obere Teil komplett ein; die Schäden wurden in den Jahren 1982 bis 1992 durch ehrenamtlich tätige Mitglieder der Association de restauration de la Tour de la Massane und dank technischer Unterstützung der Gemeinde Argelès-sur-Mer teilweise behoben. Baumaterialien wurden mit Schultertragen und auf Maultieren befördert.

## Architektur
Der aus nur grob behauenen Bruchsteinen gemauerte und im unteren Teil teilweise geböschte Rundturm ist nahezu fensterlos; die Treppen und Räume in seinem Inneren werden hauptsächlich durch schießschartenähnliche Schlitze belichtet. Der Eingang befand sich in etwa 2,50 m Höhe und war nur über eine Leiter zu erreichen, die bei Bedarf eingezogen werden konnte. Der obere Rand des Turmes ist nicht mehr erhalten; er könnte ein ähnliches Aussehen gehabt haben wie der ca. 4 km Luftlinie südöstlich gelegene Tour de Madeloc.

## Umgebung
Nahe der zum Turm hinaufführenden Straße befinden sich die beiden megalithischen Dolmen Cova de l’Ararb und Collets de Cotlliure.